# Marjan Krempl
Marjan Krempl (auch Marijan Krempl geschrieben; * 16. Januar 1955) ist ein ehemaliger slowenischer Marathonläufer.
1983 wurde er jugoslawischer Marathonmeister und 1985 gewann er den München-Marathon.
1988 wurde er mit seiner persönlichen Bestzeit von 2:17:10 h Zweiter beim Florenz-Marathon und siegte beim Silvesterlauf Natternbach.
1993 wurde er slowenischer Meister im Crosslauf.